# 모과나무
모과나무(木瓜--)는 장미과에 속하며 쌍떡잎 식물 모과열매가 열리는 겨울에 잎이 지는 큰키나무이다. 중국이 원산지이다.

## 생태
관상수, 과수 또는 분재용으로 심는다. 나무껍질이 조각으로 벗겨져서 운문상(雲紋狀)으로 된다. 높이 10m에 달하며 잎은 어긋나고 타원상 난형 또는 긴 타원형이다. 잎 윗가장자리에 잔 톱니가 있고 밑부분에는 선(腺)이 있으며 턱잎은 일찍 떨어진다 꽃은 4~5월에 피고 지름 2.5-3cm이며 1개씩 달린다. 꽃잎은 도란형이고 끝이 오목하다. 열매는 타원형 또는 도란형이고 길이 10-20cm, 지름 8-15cm이며 목질이 발달해 있다. 8~9월에 황색으로 익으며 향기가 좋으나 신맛이 강하다. 열매는 차로 달여 먹거나 기침을 치료하는 약재로 쓰인다.

## 꽃말
유혹, 유일한 사랑, 평범

## 효능
모과는 알칼리성 식품으로 비타민 C와 칼슘, 칼륨, 철분이 함유되어 있고, 타닌 성분이 함유되어 떫은 맛이 나며 유기산이 함유되어 신맛이 난다. 민간에서는 감기를 예방이나 개선하기 위해 차로 끓여 마시며. 가래를 제거하고 기침을 멎게 하며 한방에서는 감기와 기관지염, 폐렴을 치료하는데 활용된다. 구토와 설사나 이질 등에도 효과가 있다.

## 사진

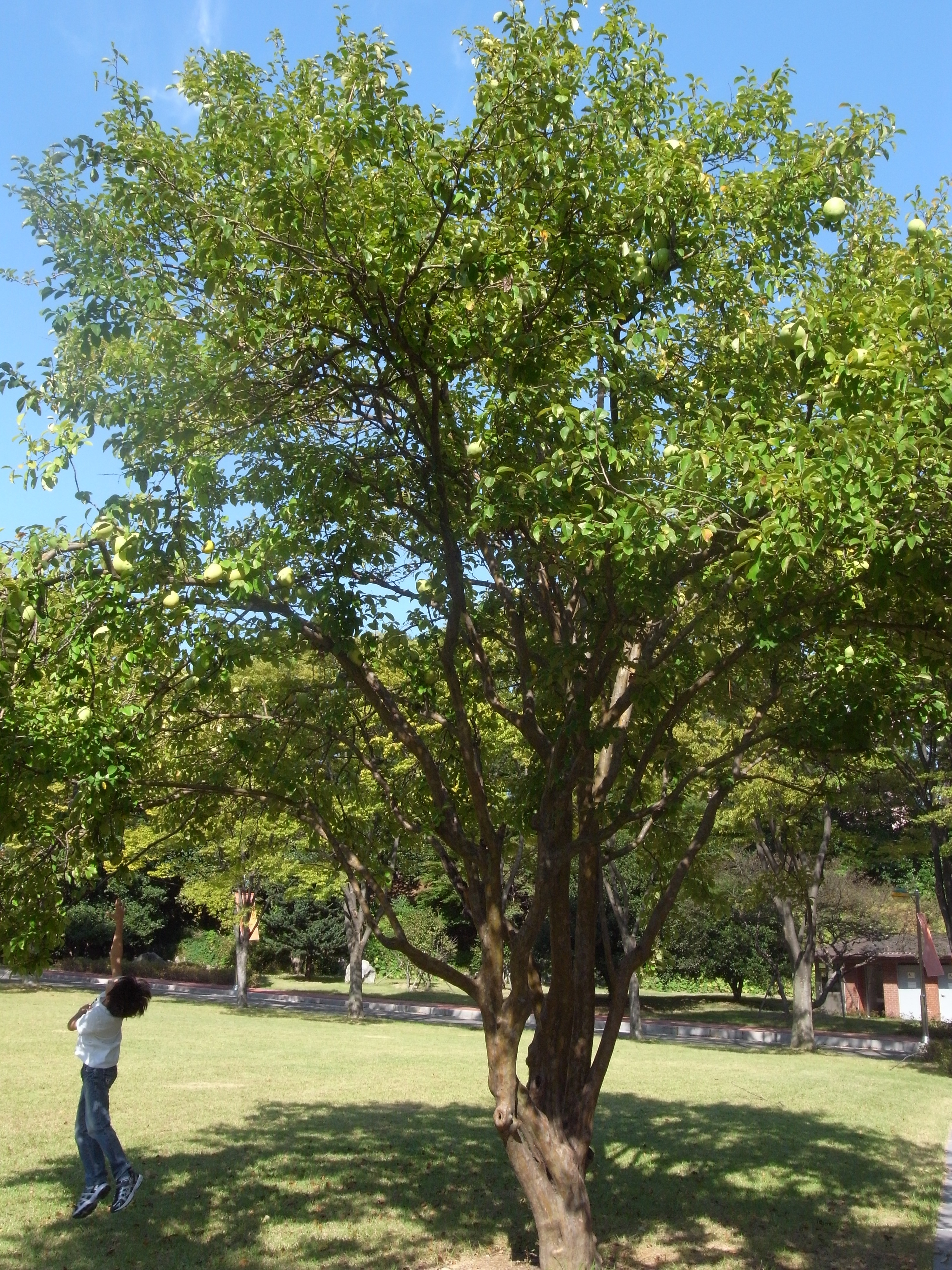
전체 모습 1
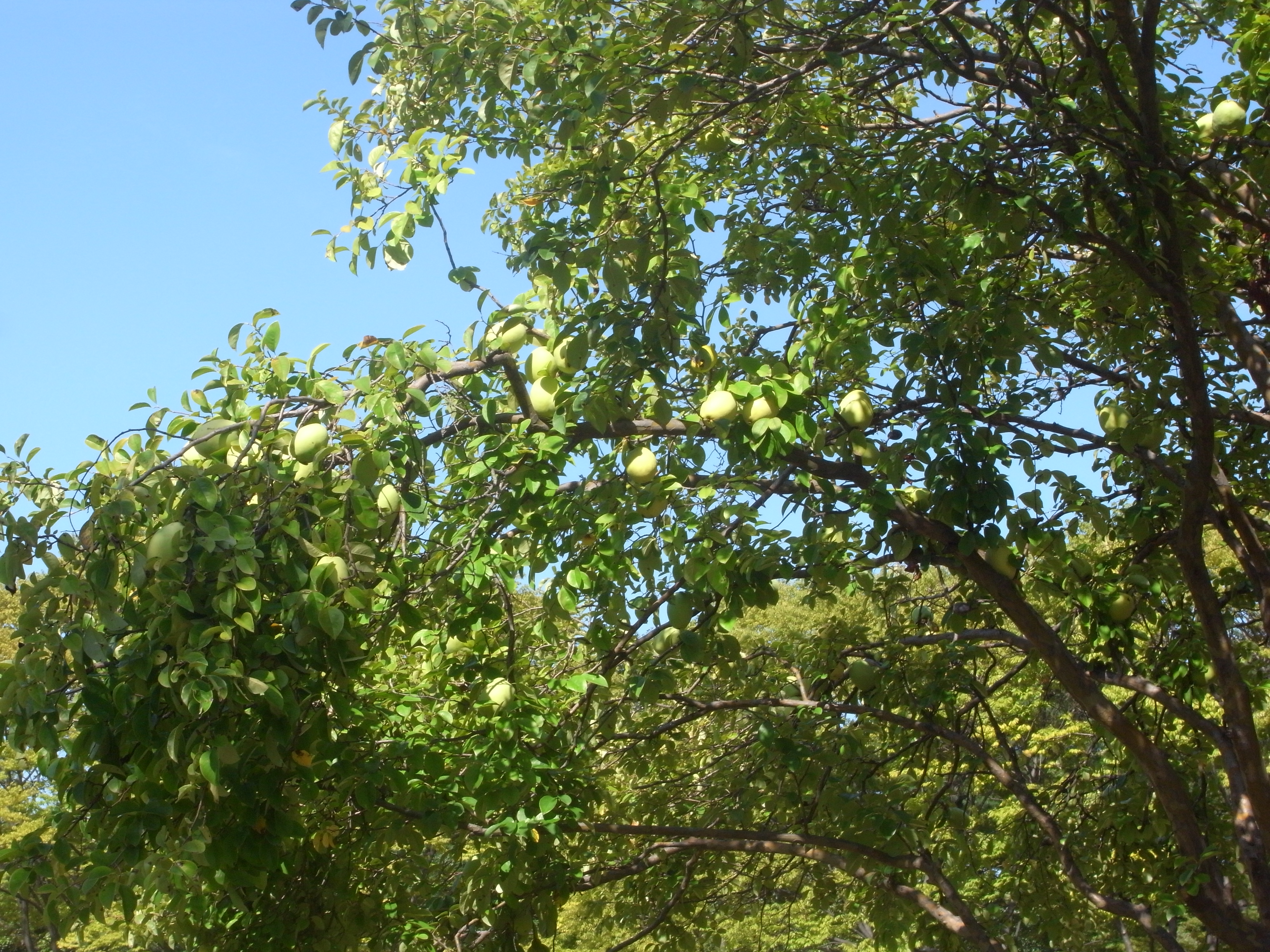
전체 모습 2
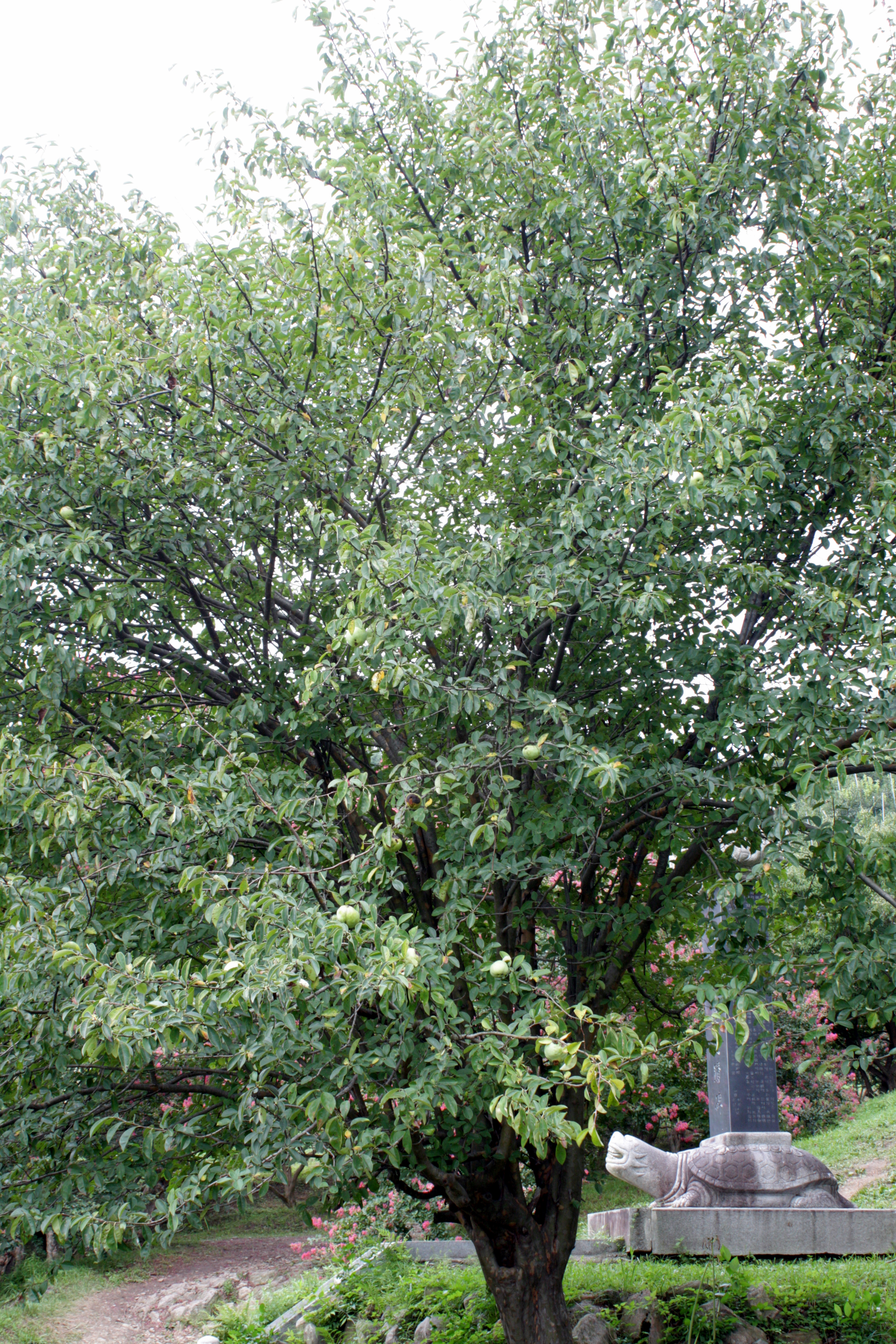
전체 모습 3
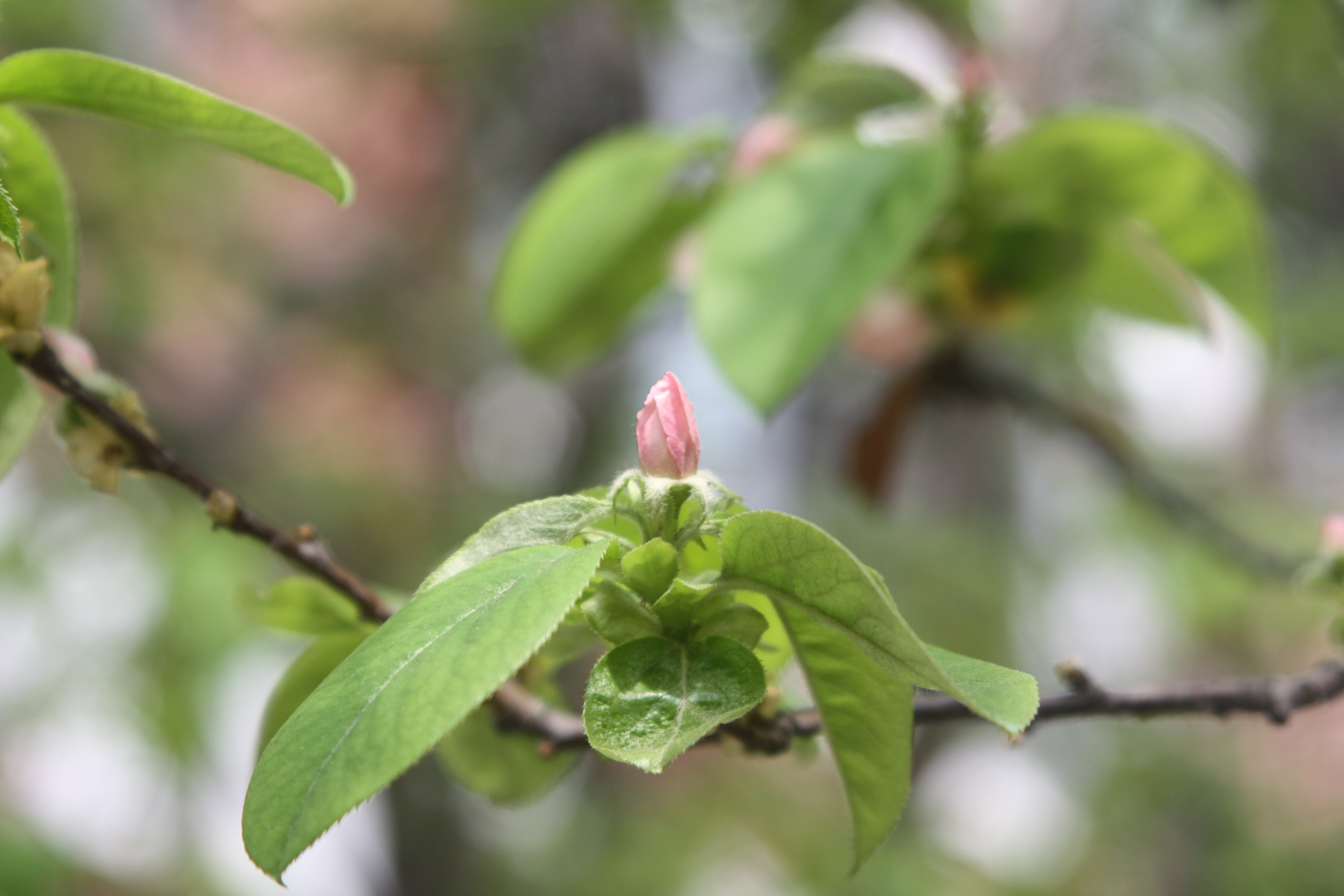
꽃 1
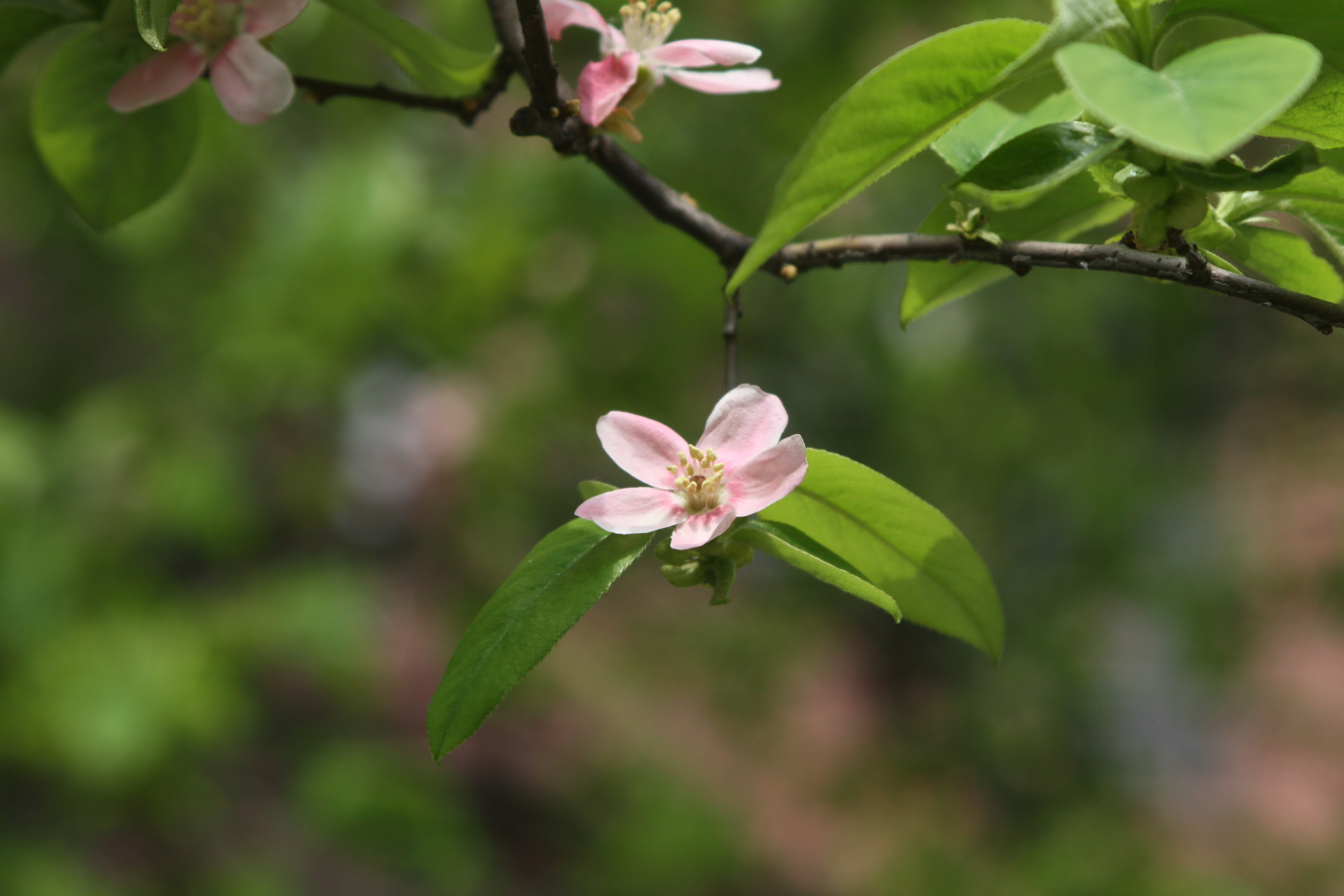
꽃 2
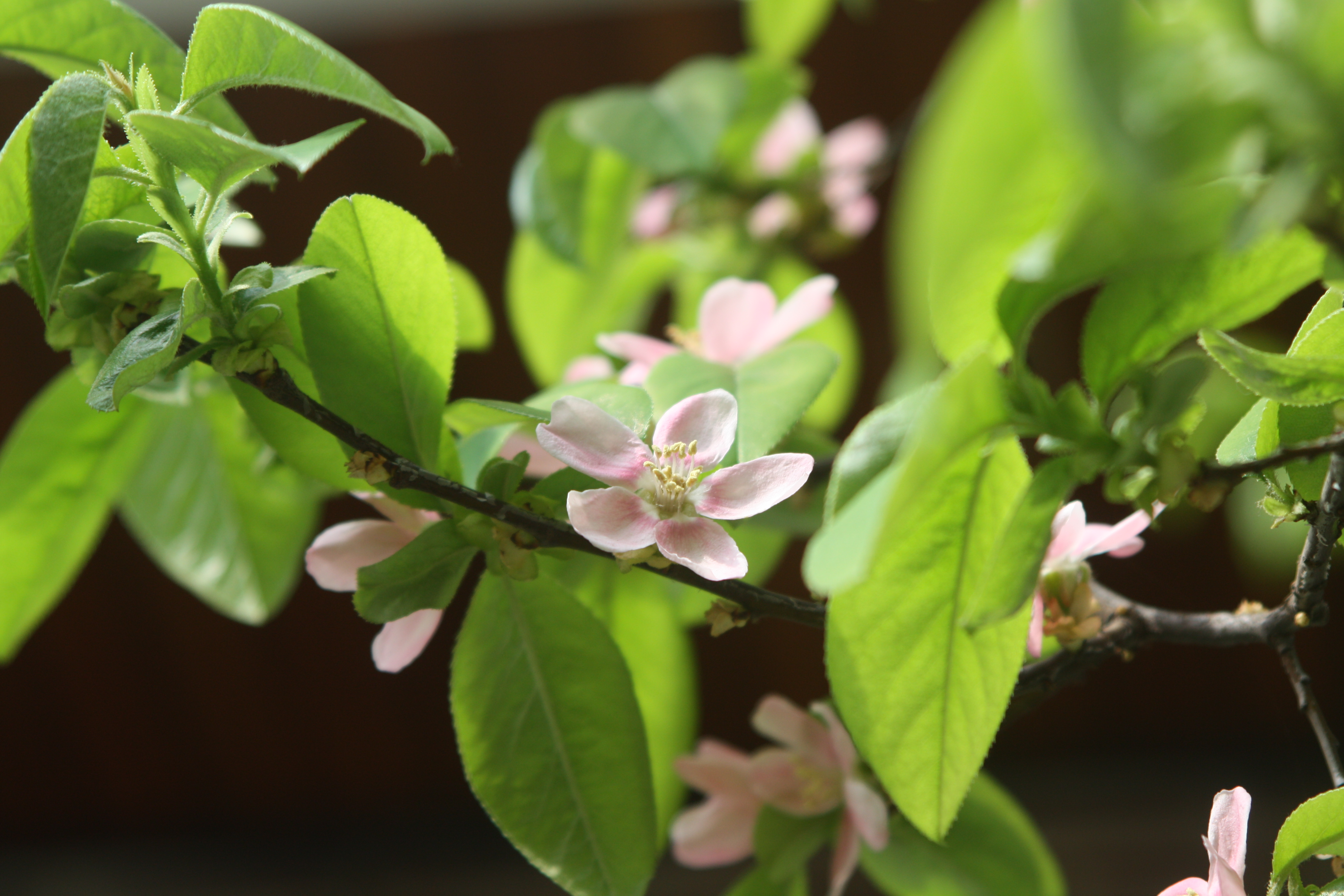
꽃 3
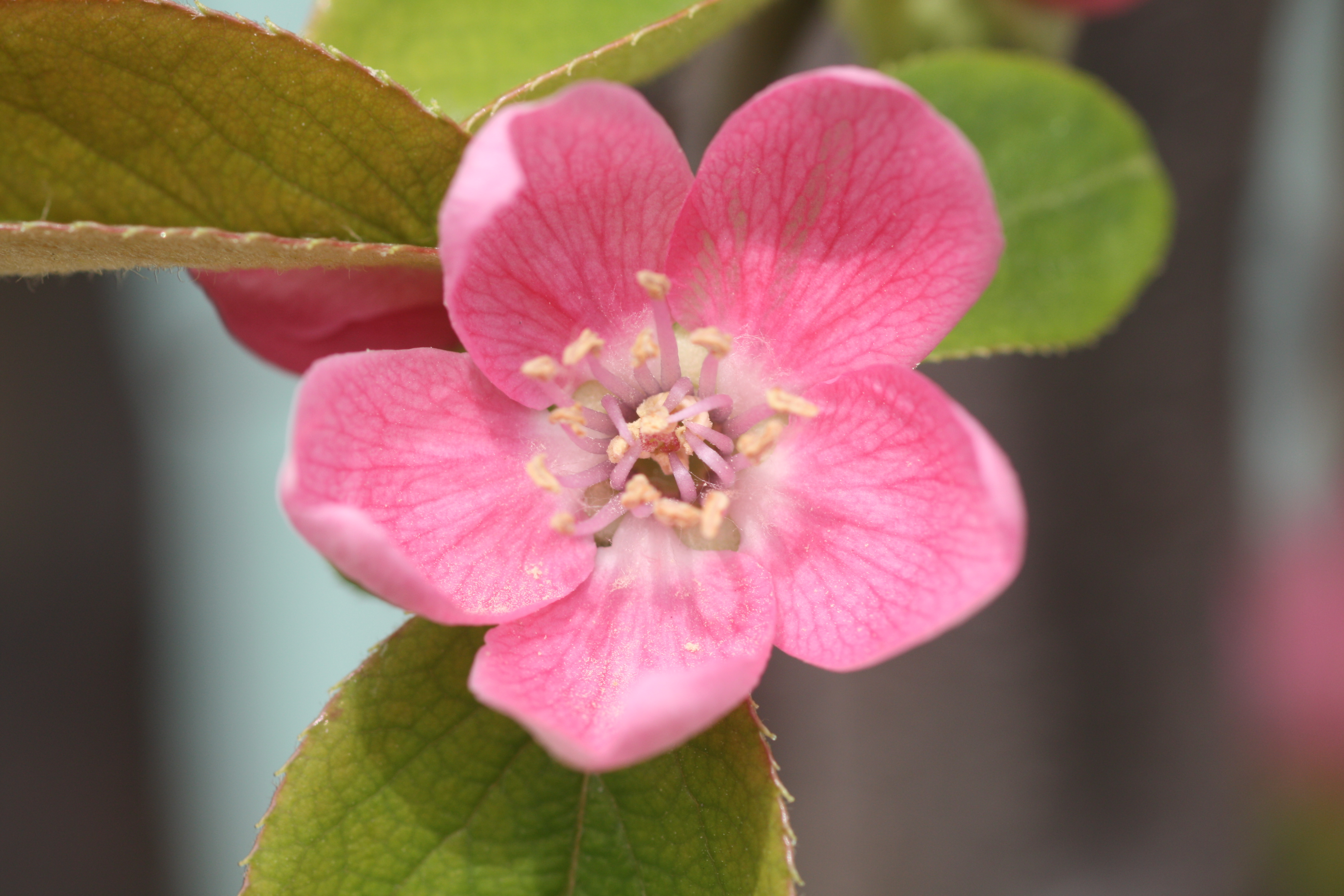
꽃 4
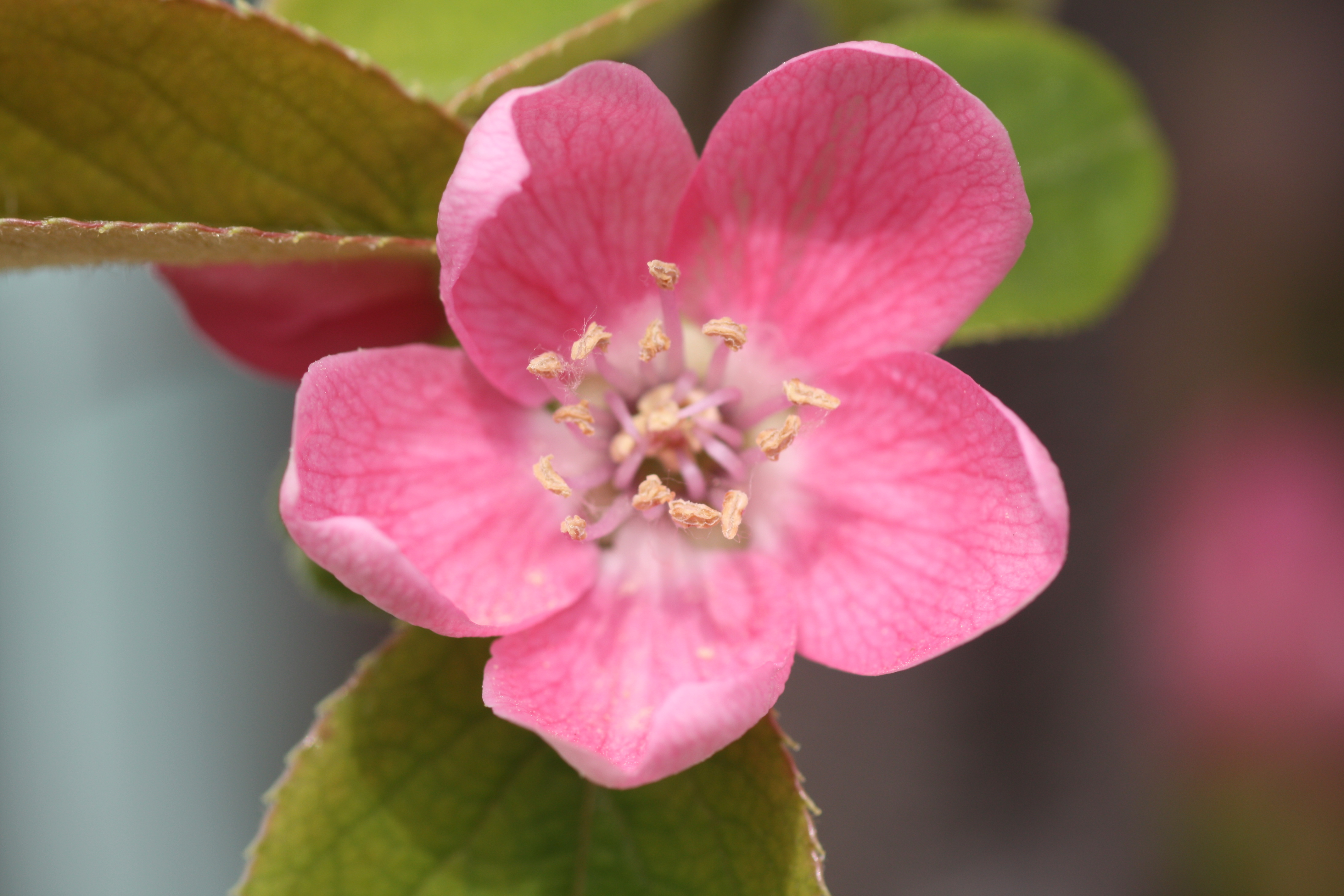
꽃 5
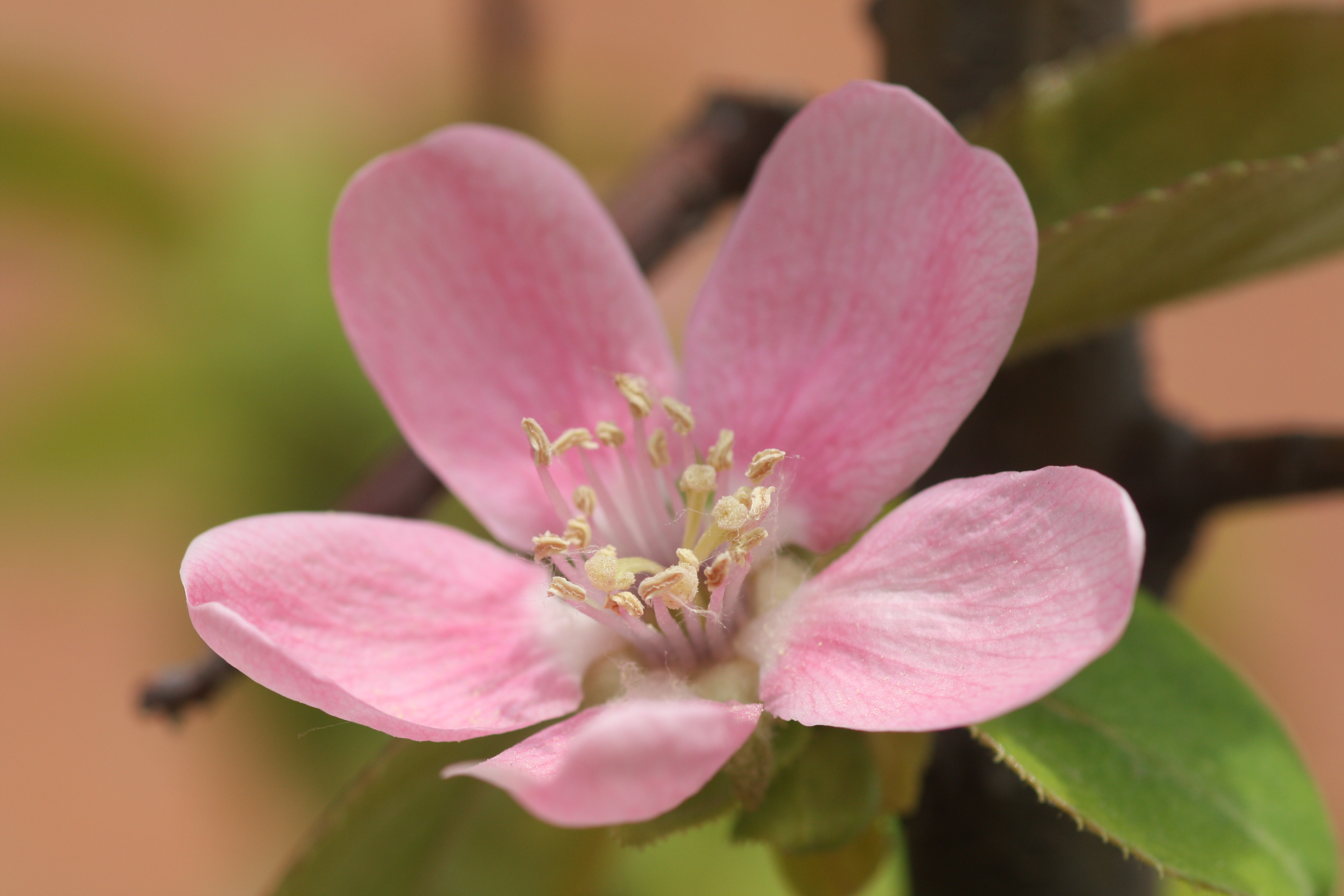
꽃 6
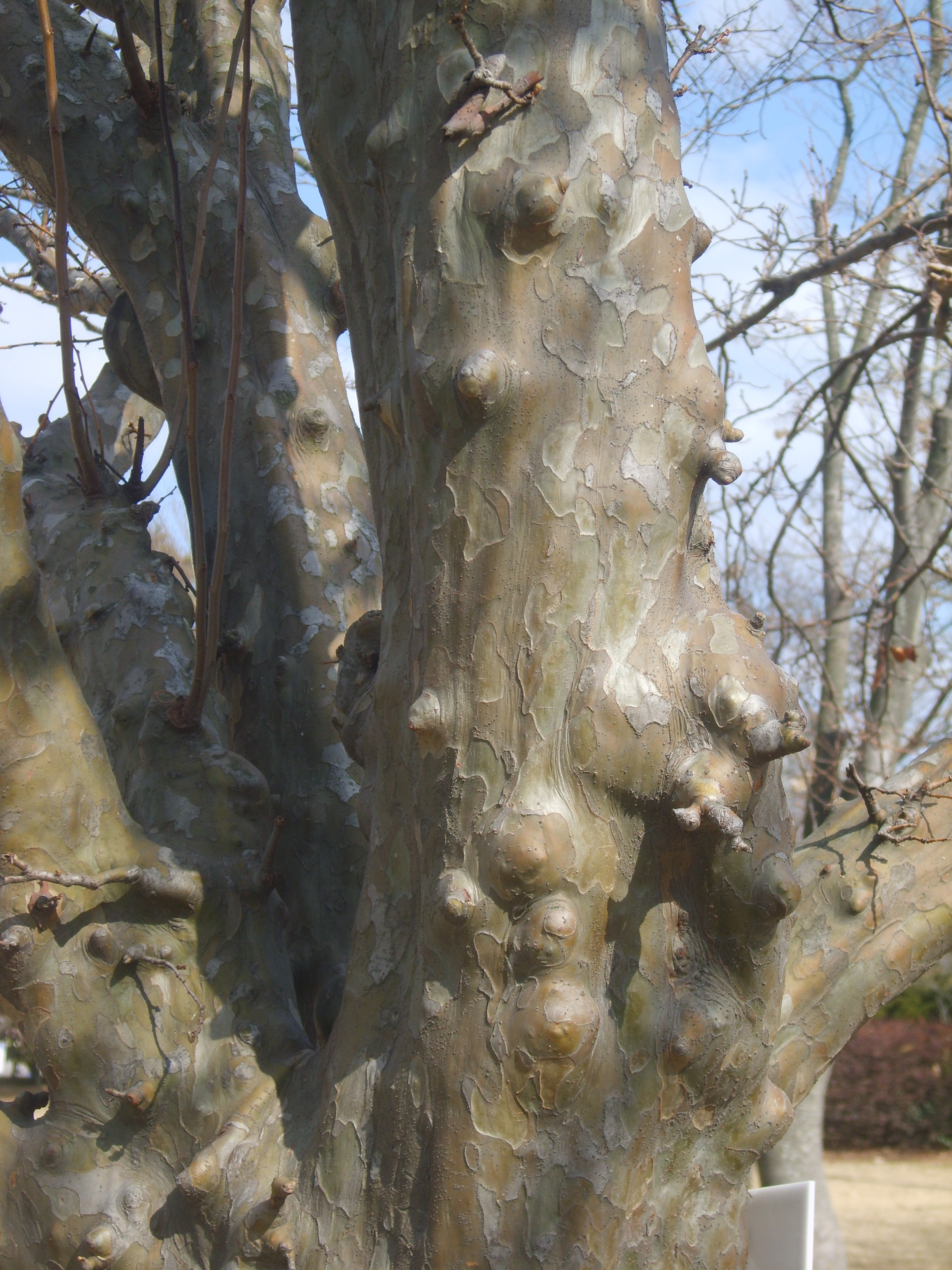
나무껍질
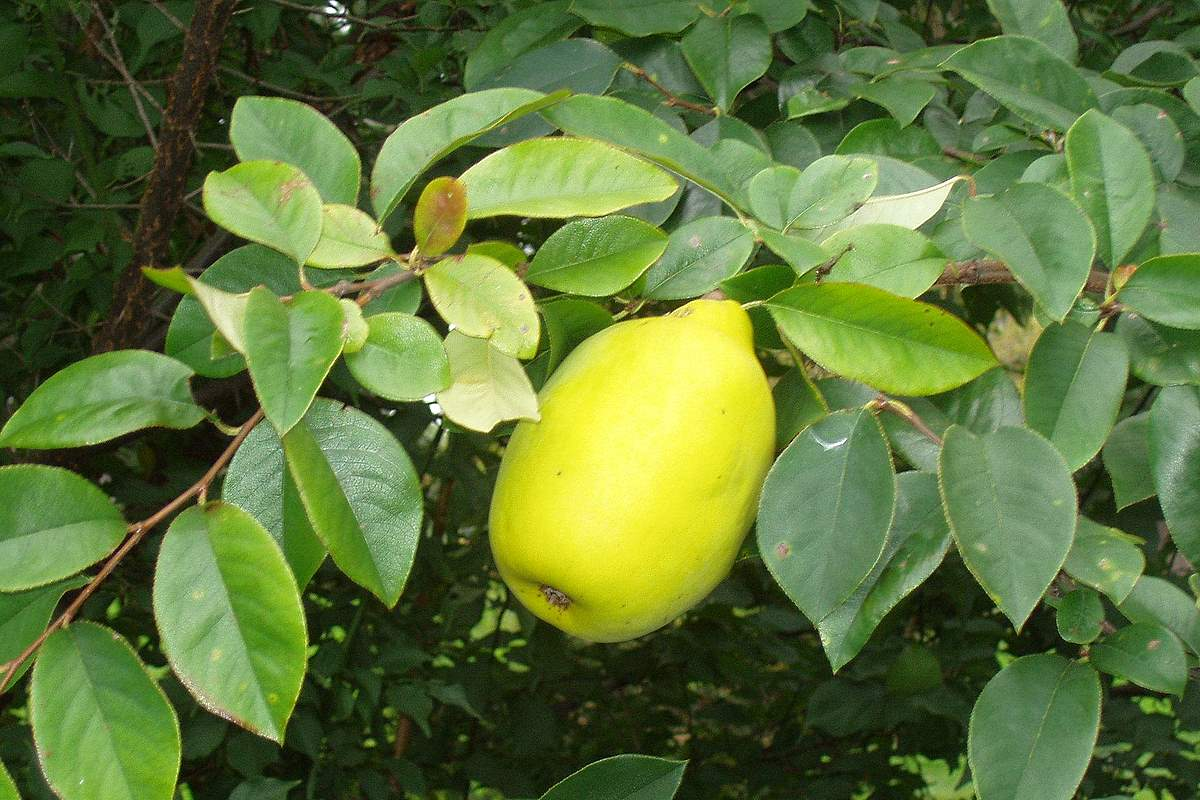
열매

## 같이 보기
- 매실나무

## 참고 문헌
- 이 문서에는 다음커뮤니케이션(현 카카오)에서 GFDL 또는 CC-SA 라이선스로 배포한 글로벌 세계대백과사전의 내용을 기초로 작성된 글이 포함되어 있습니다.